# 協和門
39°54′52″N 116°23′55″E / 39.914527°N 116.398516°E

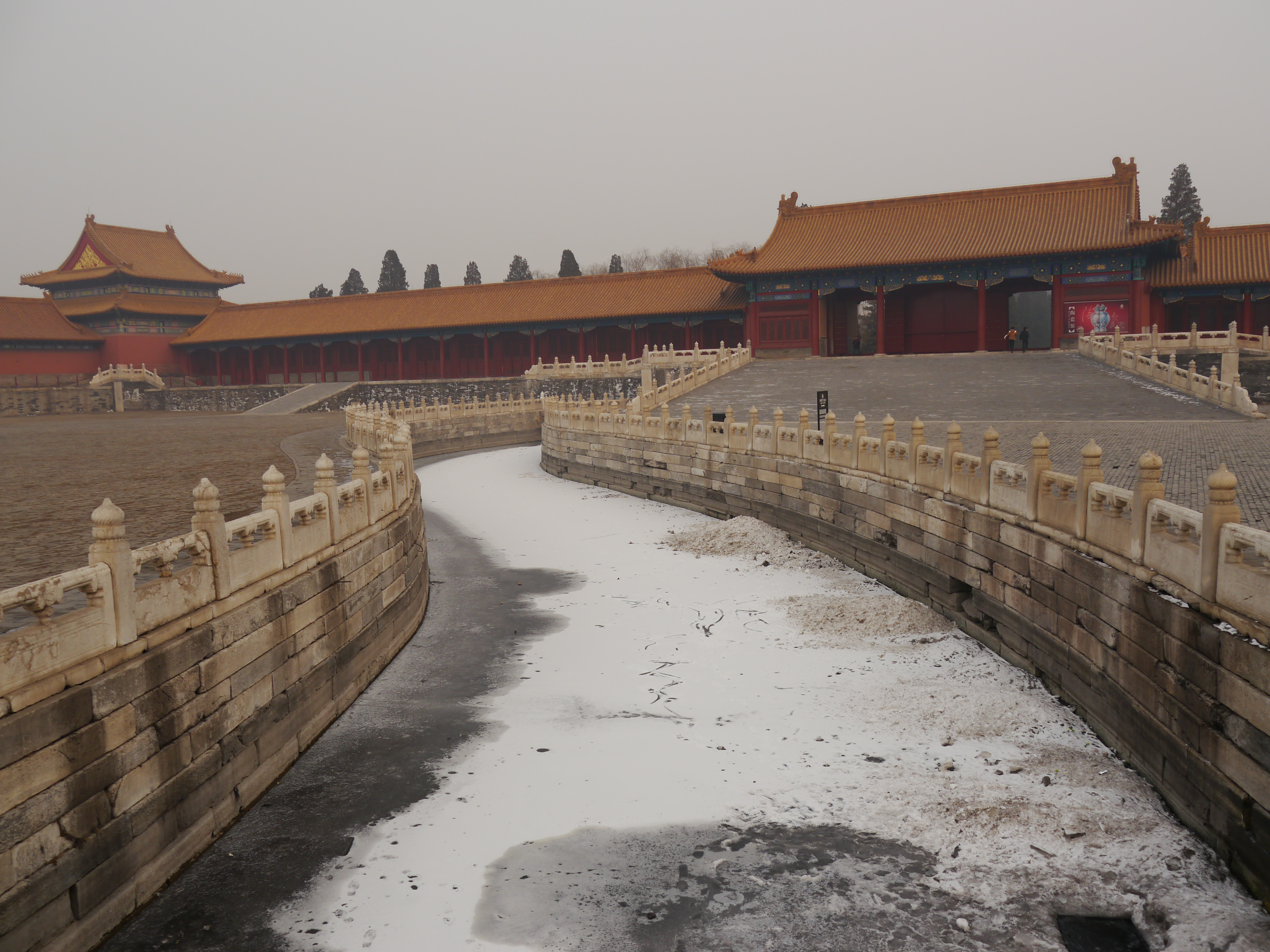
从内金水桥东端向东眺望協和門

協和門，位于紫禁城外朝中路、太和门东侧廊庑正中。

## 历史
协和门始建于明朝永乐十八年（1420年），初名“左顺门”。明朝嘉靖三十六年四月（1557年），紫禁城三大殿因遭雷击而起火，延烧至左顺门、右顺门，翌年重建。嘉靖四十一年九月（1562年），更名为“会极门”。万历二十五年六月（1597年），“三殿又灾”，延烧至会极门，到天启年间才又获得重建。清朝顺治初年，重修并更名为“协和门”。
明朝正統十四年（1449年）土木堡之变的消息传入北京后，爆發午门血案，王振的餘黨、锦衣卫指挥馬順在左順門附近被王竑等大臣打死，大臣们又將王振餘黨宦官毛貴、王長隨亂拳打死，懸屍於東安門外。监国的郕王惊慌失措，想要退走，被于谦拦住，请其宣布马顺等人论罪当死，参与殴杀的众大臣无罪。形势由此稳定。從此左順門成為打擊宮廷小人的地方，在左順門打死人，刑部不予追究。嘉靖三年（1524年）七月十二日，明世宗朱厚熜通知禮部，十六日為父母上冊文、祭告天地、宗廟、社稷，群臣嘩然。七月十五日，包括九卿二十三人、翰林二十人、给事中二十一人、御史三十人等共二百二十多名朝廷官員聚哭於左順門，史稱大禮議。
协和门为紫禁城外朝中路和东路文华殿等区的交通要道，是外朝出入东华门的必经之路。明朝正统元年二月（1436年），始于文华殿开设经筵，讲完经书，在该门赐酒饭。明朝景泰初年，因战事需要，还曾一度在该门设午朝，御座南向放置，文武执事奏事官依次出班奏事。

## 建筑
协和门是一座屋宇式大门，建筑面积大约350平方米。坐西朝东，面阔五间，进深两间，黄琉璃瓦单檐歇山顶，台明到正脊高11.43 米。七檩中柱式大木结构，彻上明造，檐下为单昂三踩斗栱，龙锦枋心金线大点金旋子彩画。明间和左、右次间各安有朱红色宫门两扇，门上嵌有鎏金铜钉。清朝仅对该门重新修缮，所以该门的建筑基本保存了明朝的构造，其斗栱及彩画均保留了明朝的特点。
协和门位于2.62米高的高台基座之上，前后出礓磋慢道，各长17.75米。太和门广场一侧的慢道迫近内金水河，所以将慢道南侧边缘向外侧倾斜，使其平面呈梯形，下口宽29.9米。这样既方便通行，又和内金水河的走势相适应。礓磋两侧有汉白玉栏杆。
协和门南、北两侧各有11间庑房，均为黄琉璃瓦顶，连檐通脊，前出廊，后为风火檐。明朝在此设实录馆、玉牒馆、起居注馆。清朝初年，在北侧庑房设稽察钦奉上谕事件处公署，南侧庑房设内阁诰敕房。